# Trial (ciclisme)
|  | Per a altres significats, vegeu «Trial». |

Trial és el nom que rep la variant del bicitrial regulada per la Unió Ciclista Internacional (UCI) d'ençà del 1985, any en què acollí amb aquest nom la primitiva forma d'aquest esport, coneguda fins aleshores com a trialsín. El trial s'ha mantingut dins l'UCI tot i l'escissió que patí aquesta entitat el 1992 amb la creació de la BIU i el naixement d'una nova variant, el biketrial.
Malgrat que la variant del biketrial es proclama hereva directa del trialsín, el trial té més possibilitats d'arribar a esdevenir algun dia esport olímpic, ja que l'UCI és reconeguda pel COI i no així la BIU. Al mateix temps, el fet de disposar d'una xarxa de federacions estatals de ciclisme arreu del món que ve d'antic, fa que aquesta modalitat pugui ser vista per molts practicants com a la més "prestigiosa" de cara al palmarès individual.
Tot i que la seva normativa oficial difereix en alguns detalls de la del biketrial, a la pràctica ambdues variants són gairebé idèntiques.

## Reglament

### Punts de penalització

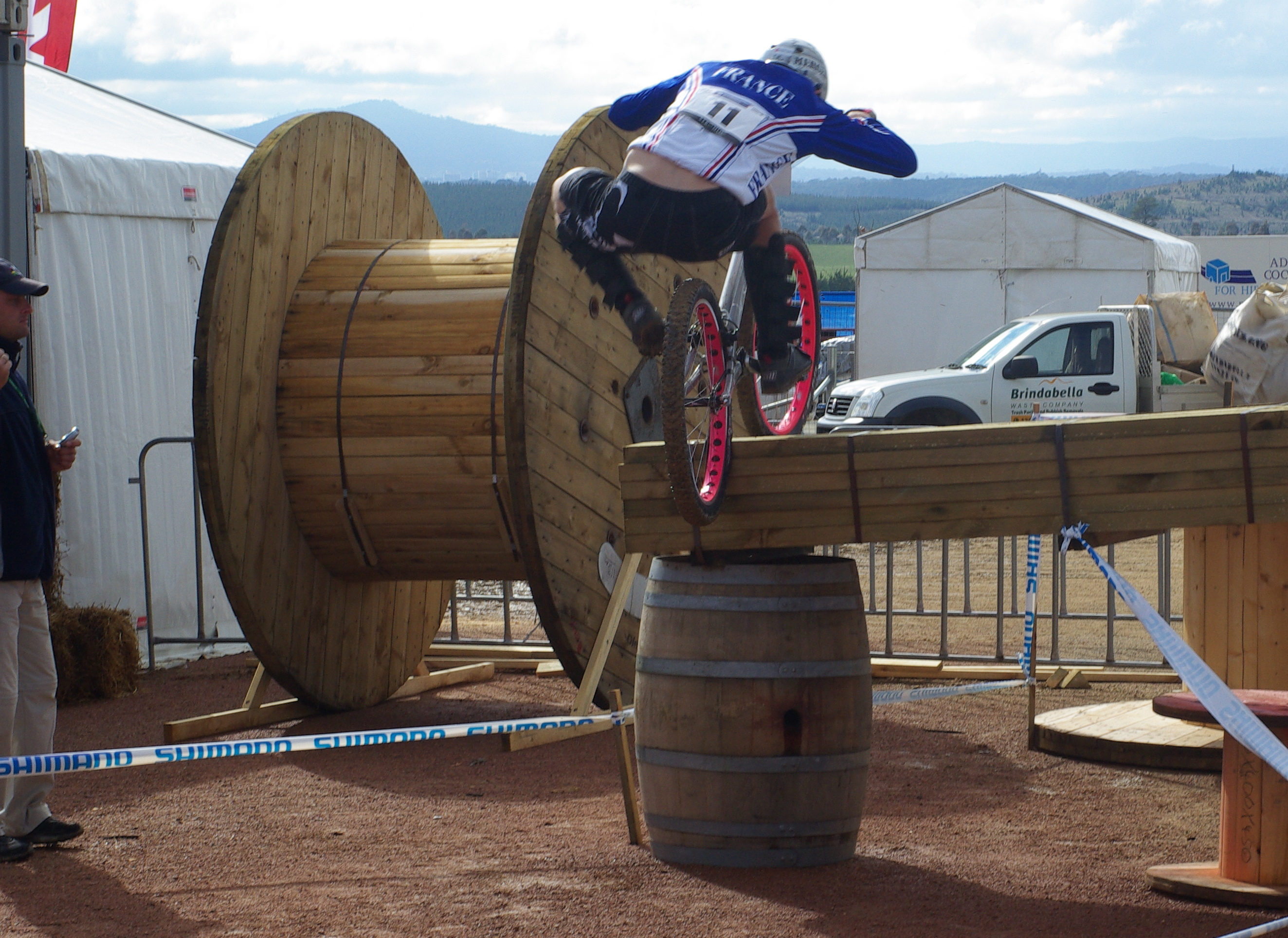
Un participant superant netament un obstacle (a "zero")

La penalització màxima que pot ser obtinguda en cada zona és de 5 punts i la més baixa, 0. Atès que la forma més habitual de penalitzar un punt és posant un peu a terra, els punts es coneixen normalment com a "peus" (en anglès, dabs, "tocs", pel fet de tocar el terra). Hi ha certes regles complementàries, com ara per exemple: posar els dos peus alhora o una mà es traduirà en 5 punts; superar el límit de temps per a completar la zona, fixat en 2 minuts i mig, es traduirà en un punt addicional per a cada 15 segons excedits.
- Penalitzacions establertes per a una zona de trial:

| Punts | Falta    |
| ----- | -------- |
| 0     | Cap peu  |
| 1     | 1 peu    |
| 2     | 2 peus   |
| 3     | 3 peus   |
| 4     | 4 peus   |
| 5     | "Fiasco" |

1. ↑  S'anomena Fiasco[4] la falta màxima possible al bicitrial. El pilot incorre en aquesta falta per diversos motius, els més coneguts dels quals són:
  - Posar 5 o més peus
  - Posar dos peus alhora
  - Caure
  - etc.

### Normativa
Dins les normes de l'UCI, si qualsevol part de la bicicleta tret dels pneumàtics toca cap objecte en la zona, penalitzarà un punt. Aquesta normativa es va adoptar en veure com moltes competicions acabaven en empat i els pilots es veien obligats a fer una zona extra de desempat. Les regles de l'UCI també permeten als ciclistes competir tant en la categoria Stock (26") com en la Mod (20").
No es permet que cap part de la bicicleta, ni el pneumàtic tan sols, travessi el límit de la cinta delimitadora de la zona (ni encara que la roda estigui enlairada). Les mans del pilot han de romandre al manillar. Abans d'escometre una zona, el pilot té permès de recórrer-la a peu i examinar-ne tots els elements.

### Disseny de la cursa
Les regles de l'UCI estableixen que una prova de trial constarà d'un mínim de 14 seccions (o zones) per volta, incloses les possibles seccions repetides. Com a màxim dues seccions poden ésser compostes enterament d'elements artificials. Ambdós costats de la secció han d'estar marcats amb cinta de plàstic, i hi ha d'haver un tram lliure de 3 metres com a mínim abans de la línia de meta, a fi d'evitar que els pilots hi saltin des d'un obstacle. L'alçada màxima dels salts per a superar els obstacles està establerta entre 0,80 i 1,80 metres, en funció de la categoria. Les seccions, cada una d'aproximadament 60 metres de llarg, es reparteixen en un circuit perquè els pilots puguin anar pedalant des d'una secció a la següent, però poden ser completades en ordre o no depenent de la competició que es tracti.

## Competició

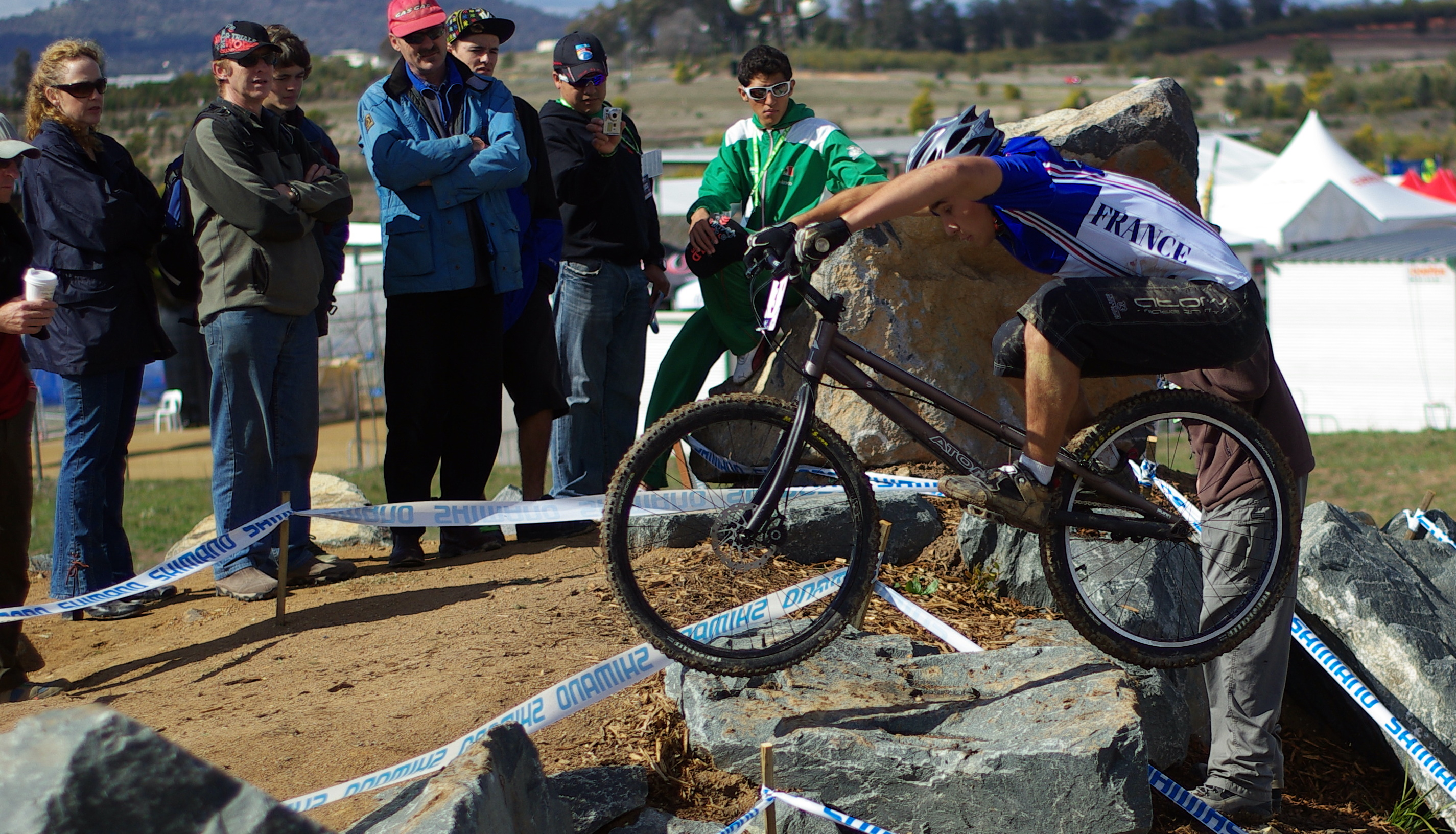
Un participant a la categoria de 26", als mundials de trial de l'UCI del 2009 (Canberra, Austràlia)

Els mundials de trial de 20" i 26" es disputen a una sola prova final, dins els mundials de ciclisme de muntanya i trial (enmig d'altres modalitats com ara el BMX o el Downhill) i gaudeixen d'un alt seguiment. Aquests campionats del món de l'UCI se celebren anualment, i atorguen un títol per a cadascuna de les categories delimitades pel diàmetre de les rodes de la bicicleta: 20 i 26 polzades.

### Categories

#### Internacionals[5]
| Categoria | Color   | Edat    | Sexe | Roda   |
| --------- | ------- | ------- | ---- | ------ |
| Women     | Rosa    | >15     | D    | Lliure |
| Elite     | Groc    | >18     | H/D  | 20"    |
| Elite     | Groc    | >18     | H/D  | 26"    |
| Juniors   | Vermell | 16 a 18 | H/D  | 20"    |
| Juniors   | Vermell | 16 a 18 | H/D  | 26"    |
| Girls     | Rosa    | 9 a 15  | D    | Lliure |
| Cadets    | Negre   | 15 a 16 | H/D  | Lliure |
| Minimes   | Verd    | 13 a 14 | H/D  | Lliure |
| Benjamins | Blau    | 11 a 12 | H /D | Lliure |
| Poussins  | Blanc   | 9 a 10  | H/D  | Lliure |
| Poussins  | Blanc   | 7 a 15  | H/D  | 20"    |

Notes
1. ↑  El color identifica el nivell de dificultat de les zones per a cada categoria
2. ↑  H: Home / D: Dona
3. ↑  Indica la mida de roda màxima permesa (en polzades)

#### A l'estat espanyol[1]
| Categoria   | Color    | Edat                 |
| ----------- | -------- | -------------------- |
| Elit        | Groc     | >17 i segons ranking |
| Sènior A    | Vermell  | 19 i +               |
| Sènior B    | Carbassa | 19 i +               |
| Júnior      | Vermell  | 17 a 18              |
| Cadet       | Carbassa | 15 a 16              |
| Infantil    | Verd     | 13 a 14              |
| Aleví       | Blau     | 11 a 12              |
| Principiant | Blanc    | 9 a 10               |

Notes
1. ↑  El color identifica el nivell de dificultat de les zones per a cada categoria
2. ↑  Les fèmines podran inscriure's en la categoria directament inferior a la que els correspon per edat